# Rio (chanson)
Pour les articles homonymes, voir Rio.
Singles de Duran Duran
Save a Prayer
(1982) Is There Something I Should Know?
(1983)
Rio est une chanson du groupe Duran Duran, sortie en single en 1982. C'est le quatrième et dernier extrait de l'album studio du même nom, également sorti en 1982.

## Clip

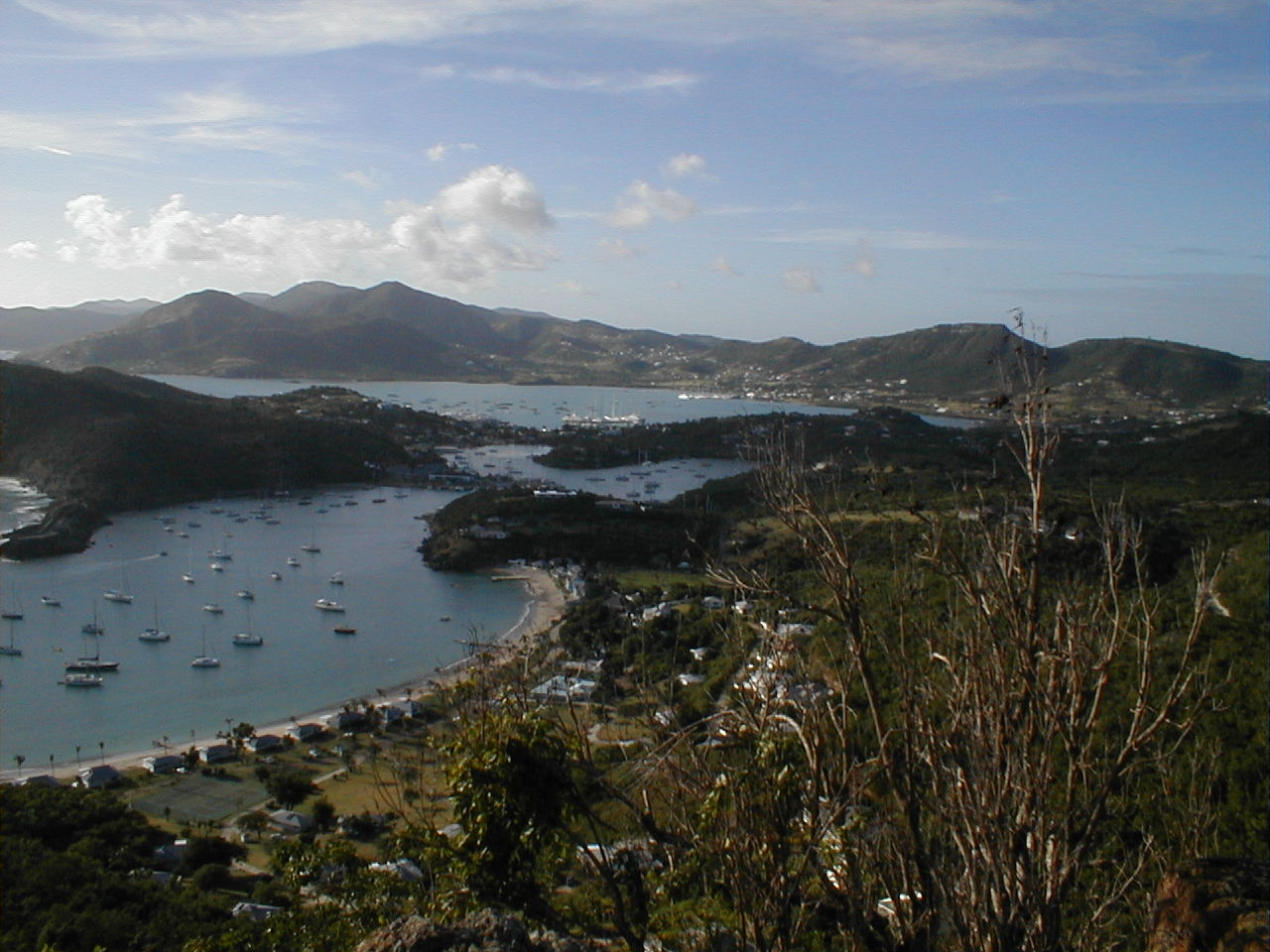
le Port Anglais d'Antigua

Le clip est réalisé par l'Australien Russell Mulcahy, qui avait déjà travaillé avec le groupe pour les vidéos de Planet Earth et Night Boat (en 1981) et My Own Way, Hungry Like the Wolf et Save a Prayer (en 1982).
Le tournage a lieu durant trois jours en mai 1982 sur l'île d'Antigua dans les Caraïbes. Les scènes sur le yacht sont tournés dans le Port Anglais (English Harbour (en)).
Le clip de Night Boat, inclus avec le clip de Rio dans l'album Duran Duran de 1983, a également été tourné à Antigua.
En 2003, le clip de Mexican Wine du groupe Fountains of Wayne s'inspire de celui de Rio. En 2008, pour les besoins de Never Too Late, le groupe Hedley réalise un remake « plan par plan » du clip de Rio.
En 2008, les téléspectateurs de MTV élisent le clip « Meilleure vidéo de tous les temps », devant Thriller de Michael Jackson, Like a Prayer de Madonna et Smells Like Teen Spirit de Nirvana.

## Liste des titres et différents formats
| 1. Rio (version single) – 4:40 2. The Chauffeur (Blue Silver) – 3:48 - La première piste est une version modifiée de la version U.S. Album Remix. - La 2e piste est la Early Version acoustique de The Chauffeur. 1. Rio – 5:11 2. The Chauffeur (Blue Silver) – 3:48 1. Rio (Part 2) – 5:29 2. Rio (Part 1) – 5:11 3. My Own Way – 4:34 (alias "Carnival remix") | 1. Rio (US Single version) – 4:34 2. Hold Back the Rain (version album) – 3:59 1. Rio (US Single remix) – 3:57 2. Hold Back the Rain (US Album remix) – 6:32 1. Rio (Part 1) – 5:11 2. The Chauffeur (Blue Silver) – 3:48 3. Rio (Part 2) – 5:29 4. My Own Way (Carnival remix) – 4:34 |

## Classements
| Pays et classement (1982–1983)  | Meilleure position |
| ------------------------------- | ------------------ |
| Australie - ARIA Charts         | 60                 |
| Canada - Canadian Singles Chart | 3                  |
| Irlande - Irish Singles Chart   | 9                  |
| Royaume-Uni - UK Singles Chart  | 9                  |
| États-Unis - Billboard Hot 100  | 14                 |
| États-Unis - Cash Box Top 100   | 14                 |

| Pays et classement (1983) | Position |
| ------------------------- | -------- |
| Canada                    | 37       |
| États-Unis - Cash Box     | 94       |
| États-Unis - Billboard    | 104      |

## Crédits
Duran Duran
- Simon Le Bon : chant principal
- Nick Rhodes : claviers, synthétiseur
- John Taylor : basse, chœurs
- Roger Taylor : batterie, percussions
- Andy Taylor : guitare, chœurs

Autres
- Colin Thurston : producteur, ingénieur du son

## Reprises et diverses utilisations
Des reprises de la chanson ont été enregistrées par divers artistes comme Goldfinger, Bodyjar, Cranial Screwtop et Nip Drivers. En 2008, Nicole Scherzinger enregistre sa version de Rio pour une publicité de produits cosmétiques du groupe Unilever ; cette version sortira en single en août 2008.
Nirvana a interprété Rio au festival Hollywood Rock de Rio de Janeiro le 16 janvier 1993. Le groupe canadien Barenaked Ladies a joué la chanson en concerts à plusieurs reprises. Green Day l'a brièvement joué durant la tournée de l'album 21st Century Breakdown en 2009-2010.
En 1999, dans l'épisode Les Chants de Noël de Monsieur Hankey de la série d'animation South Park, Jésus et le Père Noël chantent un extrait de la chanson dans un medley spécial de Noël.
Les Arctic Monkeys font référence à la chanson dans leur single I Bet You Look Good on the Dancefloor sorti en 2005 : « Your name isn't Rio, but I don't care for sand ».
Rio a été adaptée en chant de supporters pour le footballeur anglais Rio Ferdinand : « His name is Rio, Rio, Rio Ferdinand ».
En 2014, Moby reprend Rio pour les besoins de la compilation Making Patterns Rhyme sur laquelle des artistes comme Warpaint, Little Dragon et Carina Round reprennent des chansons de Duran Duran.
Darren Criss (en tant que Blaine Anderson) et Matt Bomer (en tant que Cooper Anderson) ont repris le chanteur dans un mashup avec Hungry Like the Wolf dans la troisième saison de Glee.
On peut entendre une partie de Rio dans la bande-annonce iTunes du film Alpha et Oméga, sorti en 2010.
Le groupe californien Rogue Wave en fait une reprise en 2013 pour le A.V. Undercover: Summer Break organisé par The A.V. Club
La chanson apparait dans plusieurs jeux vidéo :
- Singstar 80's (également dans le clip promotionnel du jeu)
- Rock Band (contenu téléchargeable)
- Karaoke Revolution Presents: American Idol Encore (version de Wavegroup)
- Rock Band Track Pack Volume 2
- Dance Dance Revolution
- Band Hero
- Rocksmith 2014